# Room Service
Room Service је хотелска услуга која пружа могућност гостима у хотелу да изаберу одређену храну и пиће. У неким хотелима и мотелима нема Room Service услуге, али постоји послуга која је на услузи 24 сата. Цене су углавном веће него у ресторанима или продавницама због практичности.

## Историја
Room Service је услуга која сеже много векова у разним раним облицима услуга у собама у зависности од хотела. Хотел Валдорф Асториа који се налази у Њујорку, имао је први уведену услугу Room Service. Данас је послуга у хотелу сматрана за нешто што је неопходно за било који хотел.
Да би се смањио ризик смртности због проблема са исхраном, болница the Mater Private Hospital у Брисбејну у Аустралији је била прва болница која је понудила послугу у болничкој соби, по приступачним ценама и одговарајућој исхрани.

## Хотелски менаџмент
Хотелски менаџмент има улогу да задовољство гостију осигура, такође и да се побрине када су у питању притужбе и питања која се појављују. Одговорност хотелског менаџмента је такође и запошљавање, обука као и надзор за финансијске евиденције, догађаје, резервације соба, промоција и маркетинга.

## Менаџер ресторана
Менаџери ресторана су одговорни за прецизну обраду наруџбина осигуравање усклађености релевантних здравствених и сигурносних прописа. Одговоран је и за обуку, планирање менија, упитима клијента и надгледање особља.

## Кухињско особље
Кухињско особље служи за одговорност у припреми хране, помажу куварима док кувају, оцењују квалитет састојака, планирају испоруку хране и пића. Кухињско особље има велики број послова у кухињи и ако се само користе за помоћ.
Припрема исхране подразумева припрему састојака као и организацију кухиње, да би све ишло у најбољем реду, а ту се подразумева такође и прање, резање и љушћење. Они правилно складиште састојке у кухињи, складишту и хладњачи, чак и ако се укаже потреба, правилним чишћењем и санитацијом опреме, посуђа, подова, шалтера и дасака за резање како би одржали санитарне и здравствене стандарде.

## Чистоћа хотела
Један од првих утисака при уласку у хотел свакако је чистоћа хотела. Ништа не шаље јачу поруку него хигијена у хотелу, а овај параметар брзо даје одговор на питање да ли одлучујемо да останемо да преноћимо или не.
Менаџер у домаћинству одговоран је за за планирање, организовање и развој одељења за вођење домаћинства, они прегледавају особље, обуку особља и распоређивање. Они управљају свакодневним чишћењем. Они гарантују потпуно задовољство корисника.

## Континентални доручак
Улога континенталног доручка је да обезбеди гостима услугу сервиса доручка која ће бити одржавана цело јутро као услуга која садржи мешавину различитих топлих и хладних намирница које се могу изабрати. Службеник је ту да обезбеди ујутру доручак на бази шведског стола, као и чишћење простора за следеће јутро, да допуњава посуђе. Полазници континенталног доручка имају широк распон улога које морају испунити.

## Хотелска безбедност
Хотелска безбедност има улогу да надгледа безбедносни систем у ресторану као и заједничким просторијама у хотелу. Успостављају хитне процедуре и спроводе програме управљања ризиком како би били спремни за неочекивану хитну ситуацију.